# Juan Carlos Bonet
Juan Carlos Gutiérrez Bonet (28 de agosto de 1968) es un actor mexicano.

## Biografía
Empezó su carrera como actor muy niño, con un pequeño rol en la película de Arturo Ripstein El castillo de la pureza. Después participó en la película Los hijos de Sánchez.,  En 1987 participó en la telenovela Yesenia. Su primer papel importante le llegó con la telenovela juvenil Dulce desafío en 1988, dirigida por Arturo Ripstein. Allí dio vida a Botho, el pretendiente de la rebelde Lucero (Adela Noriega).
Desde allí comenzó a ascender, participando en telenovelas como Teresa, Ángeles blancos, Valentina, La antorcha encendida, Nunca te olvidaré y Por un beso, entre otras. También participó en películas como Marea suave, La escolta muerte en primavera, El caporal. En diciembre de 2020 fue nombrado director del Sistema de Apoyos a la Creación y Proyectos Culturales (Fonca), de la Secretaría de Cultura de México.

## Filmografía

### Telenovelas
- Sueños y caramelos (2005)
- Atrévete a olvidarme (2001) .... Rosendo
- Por un beso (2000) .... Mariano Díaz de León (joven)
- ¡Amigos x siempre! (2000) .... Javier Egurrola
- La revancha (telenovela de 2000)  (2000) .... Sabas
- Nunca te olvidaré (1999) .... Eduardo Moraima
- Alma rebelde (1999) .... Mario
- Mi pequeña traviesa (1997) .... Diego
- La antorcha encendida (1996) .... Nicolás Bravo
- Valentina (1993) .... Osvaldo
- Carrusel de las Américas (1992)
- Ángeles blancos (1990) .... Daniel
- Teresa (1989) .... José María
- Dulce desafío (1988) .... Botho Arguedas
- Yesenia (1987)

### Series de TV
- La bandida (2019) .... Pancho Villa
- Los simuladores (2009) .... Raúl Galindo
- Trece miedos (2007) .... Arturo Márquez (episodio "Escuela")

### Películas
- Desafío (2010) .... Carlos
- Sótano (2005) .... Enrique
- La vida y obra de John H. (2005)
- El caporal (1997) .... Samuel
- La escolta muerte en primavera (1997) .... Carlos Ortega
- Marea suave (1992)
- Los hijos de Sánchez (1978)
- El castillo de la pureza (1972)